# Ipsilon

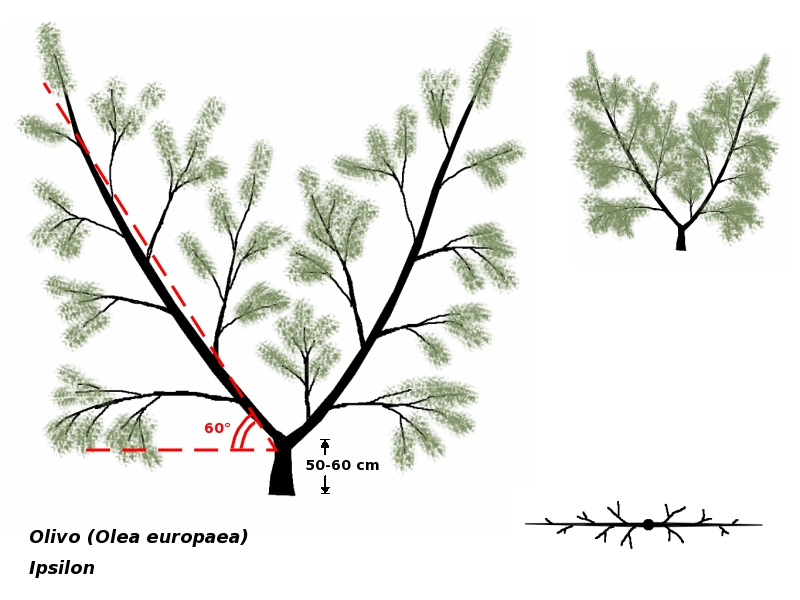
Forma a ipsilon

L'ipsilon è un sistema di allevamento dell'olivo in coltura intensiva, concepito per anticipare l'entrata in produzione, ridurre il sesto di impianto e contenere i costi della raccolta. Il nome è dovuto alla forma a Y che assume la struttura composta dal fusto e dalle branche primarie.

## Descrizione
Concettualmente questa forma deriva dalla palmetta e rientra nel raggruppamento delle controspalliere alte. La struttura è composta da un tronco alto 50-60 cm da cui si dipartono, ad altezze leggermente sfasate, due branche primarie oblique in direzioni opposte. Ogni branca è inclinata di 30° rispetto alla verticale ed è orientata nella stessa direzione del filare.
Le branche primarie sono rivestite di branchette fruttifere che si sviluppano senza una geometria definita in modo da riempire gli spazi compresi fra le due branche e fra ciascuna di queste e il terreno. Le branchette si sviluppano prevalentemente nel piano formato dalla struttura principale, ma una parte di queste è orientata anche verso l'interfila. 
La planimetria della chioma assume nel complesso una forma ellittica marcatamente eccentrica con asse principale orientato secondo la direzione del filare. Questo sistema permette di restringere il sesto d'impianto (5x5) in modo da formare una parete produttiva continua lungo il filare e ottenere uno spazio sufficiente per il passaggio delle macchine nell'interfila grazie alla profondità contenuta della chioma.

## Potatura d'allevamento
La potatura d'allevamento nell'ipsilon è caratterizzata da due pratiche fondamentali: l'assenza di interventi cesori nei primi 3-4 anni e il ricorso all'incisione anulare per indurre alla fruttificazione precoce i rami che saranno rimossi negli anni successivi.
L'unico taglio che si effettua nei primi 3-4 anni è la recisione del fusto a 50-60 cm al primo anno. I germogli che si sviluppano vengono lasciati crescere indisturbati, facendo in modo che le due ramificazioni che costituiranno le branche primarie si trovino in condizioni ottimale di sviluppo. I rami che possono competere con le branche primarie vanno pertanto piegati o curvati e indotti alla fruttificazione precoce ricorrendo all'incisione anulare. 
L'incisione anulare si applica a tutti i rami di primo ordine che dovranno essere rimossi a partire dal 4º-5º anno. Si effettua incidendo per l'intera circonferenza la corteccia alla base del ramo fino a raggiungere il legno. In questo modo s'interrompe il flusso della linfa elaborata e la migrazione degli zuccheri, mettendo l'intera ramificazione in condizioni nutrizionali tali da indurla ad entrare precocemente in fase di produzione in 2-3 anni. 
Con questo sistema, la pianta ha inizialmente un portamento cespuglioso, ma dopo che i rami incisi avranno fruttificato andranno rimossi. A quel punto la produzione si ottiene dalle branchette fruttifere che nel frattempo si saranno formate lungo le branche primarie.

## Potatura di produzione
La potatura di produzione consiste nel mantenimento della forma, contenendo la vegetazione che tende a svilupparsi verso l'interfila e rinnovando le branchette esaurite.

## Proprietà
L'ipsilon si presentava inizialmente come una forma d'allevamento innovativa e vantaggiosa. In effetti presenta alcuni pregi, fra i quali la precocità di produzione, la predisposizione ai sesti d'impianto stretti e l'adattamento a differenti metodi di raccolta, sia manuale sia agevolata. 
Il sistema non ha però trovato grande diffusione e ha ormai perso interesse a favore di altre forme più vantaggiose. 
Il principale svantaggio risiede nelle difficoltà causate dal comportamento vegetativo dell'olivo, poco adatto alla costituzione di forme appiattite: l'olivo ha una spiccata tendenza al ricaccio di polloni e succhioni e il mantenimento di questa forma richiede 1-2 interventi di potatura all'anno. La stessa potatura di allevamento è particolarmente onerosa in quanto l'incisione anulare richiede tempi di esecuzione molto più lunghi rispetto al semplice taglio. In definitiva questa forma di allevamento si presenta antieconomica per l'eccessivo assorbimento di lavoro richiesto dalla potatura.
Considerando che altri sistemi più recenti, in particolare il monocono, permettono una precoce entrata in produzione, l'ipsilon è ritenuto un sistema obsoleto al quale si preferiscono il monocono e il vaso policonico o le forme libere.